# 玛丽·基维涅米
玛丽·约翰娜·基维涅米（芬蘭語：Mari Johanna Kiviniemi，1968年9月27日—），芬兰政治人物，芬兰第二位女总理。

## 早年
1968年9月27日，基维涅米生于芬兰的塞伊奈约基。
1988年，入学于赫尔辛基大学经济学专业。

## 政坛
1995年，成为芬兰议会议员。
2003年，出任中间党副主席。
2005年9月至2006年3月，基维涅米出任芬兰外贸与开发事务部长。
2007年4月至2010年6月22日出任行政与地方事务部长。
2010年6月基维涅米当选为中间党主席，而且由于中间党为芬兰最大的执政党，基维涅米获总统塔里娅·哈洛宁任命为芬兰新一届政府总理，成为芬兰历史上第二位女总理。
2011年芬蘭議會選舉後，中间党議席減少，她決定不加入來屆政府。基维涅米因而卸任總理。2012年因中间党支持席持續落後而辭任黨主席。
2014年起，基维涅米擔任經濟合作暨發展組織副總書記。

## 个人
1996年，玛丽与商人Juha Louhivuori结婚，育有一女Hanna（1997年出生）和一子Antti（2000年出生）。
玛丽的业余爱好包括古典音乐，她会弹钢琴和吹长笛。
玛丽精通四门语言：芬兰语、德语、英语、瑞典语。